# رنگارنگ‌واران
رنگارنگ‌واران (نام علمی: Cleroidea) نام یک بالاخانواده از فروراسته سوسک‌های گیاه‌خوار است.